# Happurg
Happurg (frank.  Habbuich) – miejscowość i gmina w Niemczech, w kraju związkowym Bawaria, w rejencji Środkowa Frankonia, w regionie Industrieregion Mittelfranken, w powiecie Norymberga, siedziba wspólnoty administracyjnej Happurg. Leży w  Okręgu Metropolitarnym Norymbergi, w Jurze Frankońskiej, około 28 km na północny wschód od Norymbergi i ok. 12 km na wschód od Lauf an der Pegnitz, przy drodze B14 i linii kolejowej Norymberga - Amberg - Schwandorf.

## Współpraca
Miejscowość partnerska:
- Neudorf – dzielnica Sehmatal, Saksonia